# Julie Nelson
Julie Nelson, née le 4 juin 1985 en Irlande du Nord, est une footballeuse internationale nord-irlandaise. Elle joue au poste de défenseure au Crusaders Strikers Football Club et en équipe d'Irlande du Nord. Elle possède le record de sélection de son pays : 125 fin juin 2022.

## Biographie

### En club
Après avoir découvert le football à Larne sur les terrains du Sandy Bay Playing Fields, Julie Nelson commence sa carrière de footballeuse au Crusaders Strikers Football Club où elle remporte cinq titres de championne d'Irlande du Nord. Elle part ensuite à l'étranger. Entre 2011 et 2016 elle joue en Islande au ÍB Vestmannaeyja, en Angleterre à Everton et Durham et en Écosse au Glasgow City ou elle remporte à deux reprises le championnat national.
En 2016, elle retourne dans son club d'origine le Crusaders Strikers Football Club.

### En équipe nationale
Julie Nelson débute en équipe nationale nord-irlandaise en 2004 lors de l'Algarve Cup.
En septembre 2018, elle atteint la barre symbolique des 100 sélections à l'occasion d'une rencontre contre la Slovaquie. Elle est la première de son pays à compter autant de sélections,.
Elle participe aux barrages de l'Euro 2022 contre l'Ukraine. L'Irlande du Nord s'impose 4-1 sur l'ensemble des deux matchs. C'est la toute première qualification de son pays à une phase finale de compétition internationale, l'Euro 2022. Avant de commencer la compétition elle compte 125 sélections en équipe nationale. Un record en Irlande du Nord.
Le 27 juin 2022, elle est sélectionnée par Kenny Shiels pour disputer l'Euro 2022. Lors du premier match contre la Norvège elle marque le premier but de l'histoire de la sélection nord-irlandaise lors d'une phase finale de compétition internationale.

## Palmarès
Avec les Crusaders Strikers
- Championnat d'Irlande du Nord
  - Vainqueur en 2002, 2003, 2005, 2009 et 2010

Avec Glasgow City
- Championnat d'Écosse
  - Vainqueur en 2013 et 2014
- Coupe d'Écosse
  - Vainqueur en 2013 et 2014
- Coupe de la Ligue d'Écosse
  - Vainqueur en 2014